# Kutlug-Timur-Minarett
Das Kutlug-Timur-Minarett ist ein Minarett im turkmenischen Konye-Urgench, das im 14. Jahrhundert nach Christus fertiggestellt wurde.

## Lage
Das Minarett befindet sich in Konye-Urgench, das seit 2005 zum UNESCO-Weltkulturerbe gehört und im Norden Turkmenistans in der Provinz Daşoguz an der Grenze zu Usbekistan liegt. Neben dem Minarett befindet sich das Mausoleum des Sultans Tekisch.

## Baugeschichte
Der Bau des Minaretts begann zu Beginn des 11. Jahrhunderts unter der Herrschaft des Choresm-Schahs Mahmun II. Nach der Zerstörung der Stadt im Jahr 1221 durch Dschingis Khan wurde das Minarett zwischen 1321 und 1336 unter Kutlug Timur in seiner heutigen Form fertiggestellt. Damals gehörte das Minarett zur Hauptmoschee der Stadt.

## Bauweise
Das Minarett hat einen kreisförmigen Grundriss mit einem Durchmesser von 12 Metern. Bis zur Spitze verjüngt es sich und weist dort einen Durchmesser von zwei Metern auf. Die Fassade ist mit Mustern aus geschliffenen Backsteinen verziert, außerdem sind zwei Kufi-Inschriften zu erkennen. Die Spitze des Minaretts dürfte früher eine Laterne getragen haben, die unter anderem als Orientierungshilfe für Karawanen diente, diese ist aber abgebrochen oder entfernt worden. Ursprünglich konnte man die Spitze des Minaretts über ein Nebengebäude und anschließend über eine Treppe mit 143 Stufen erreichen. Da das besagte Nebengebäude aber nicht mehr steht, befindet sich der Eingang über dem Boden, sodass das Minarett nicht mehr bestiegen werden kann.

## Galerie

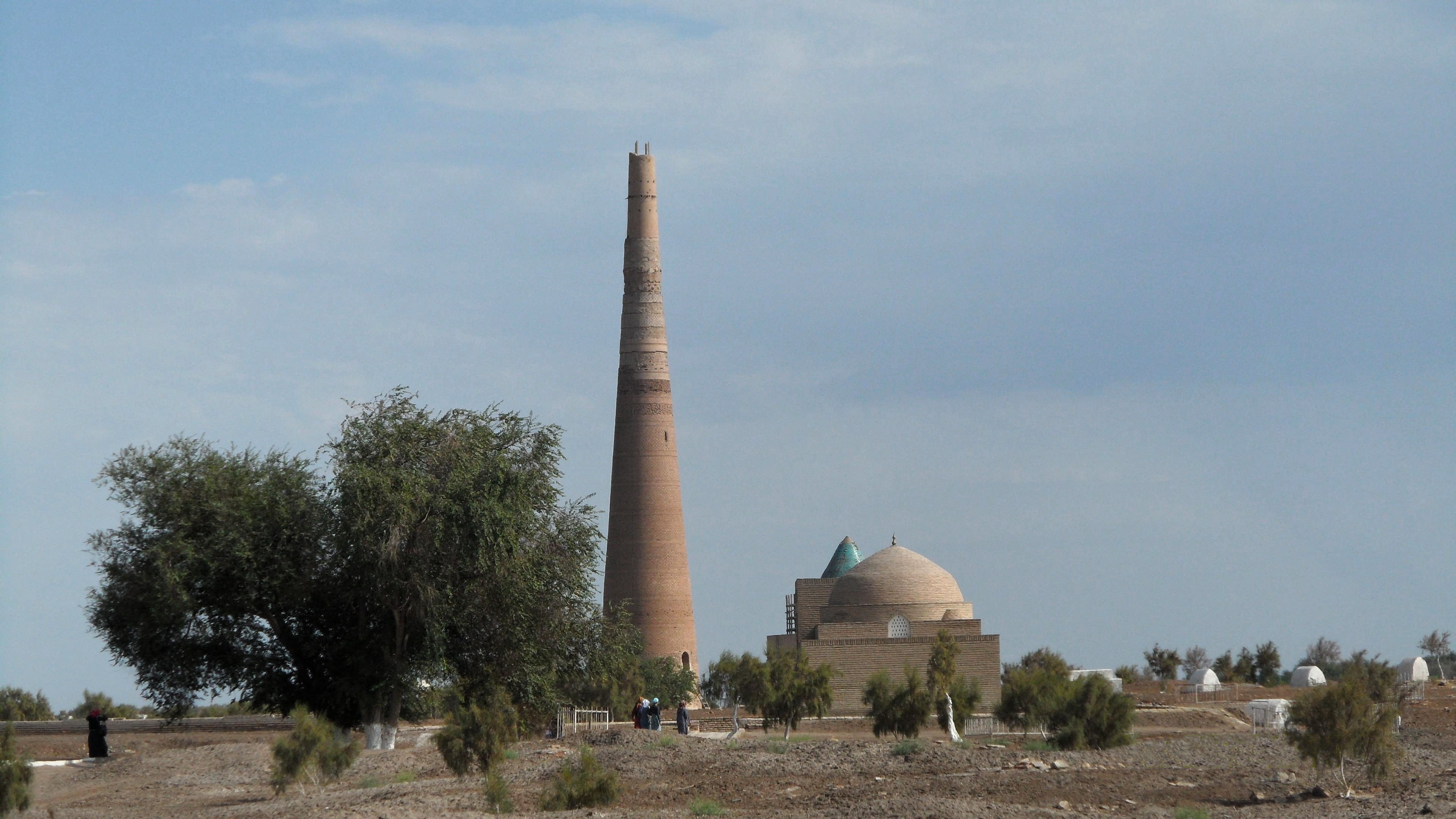
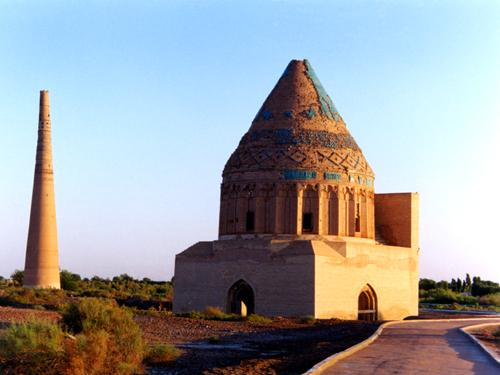
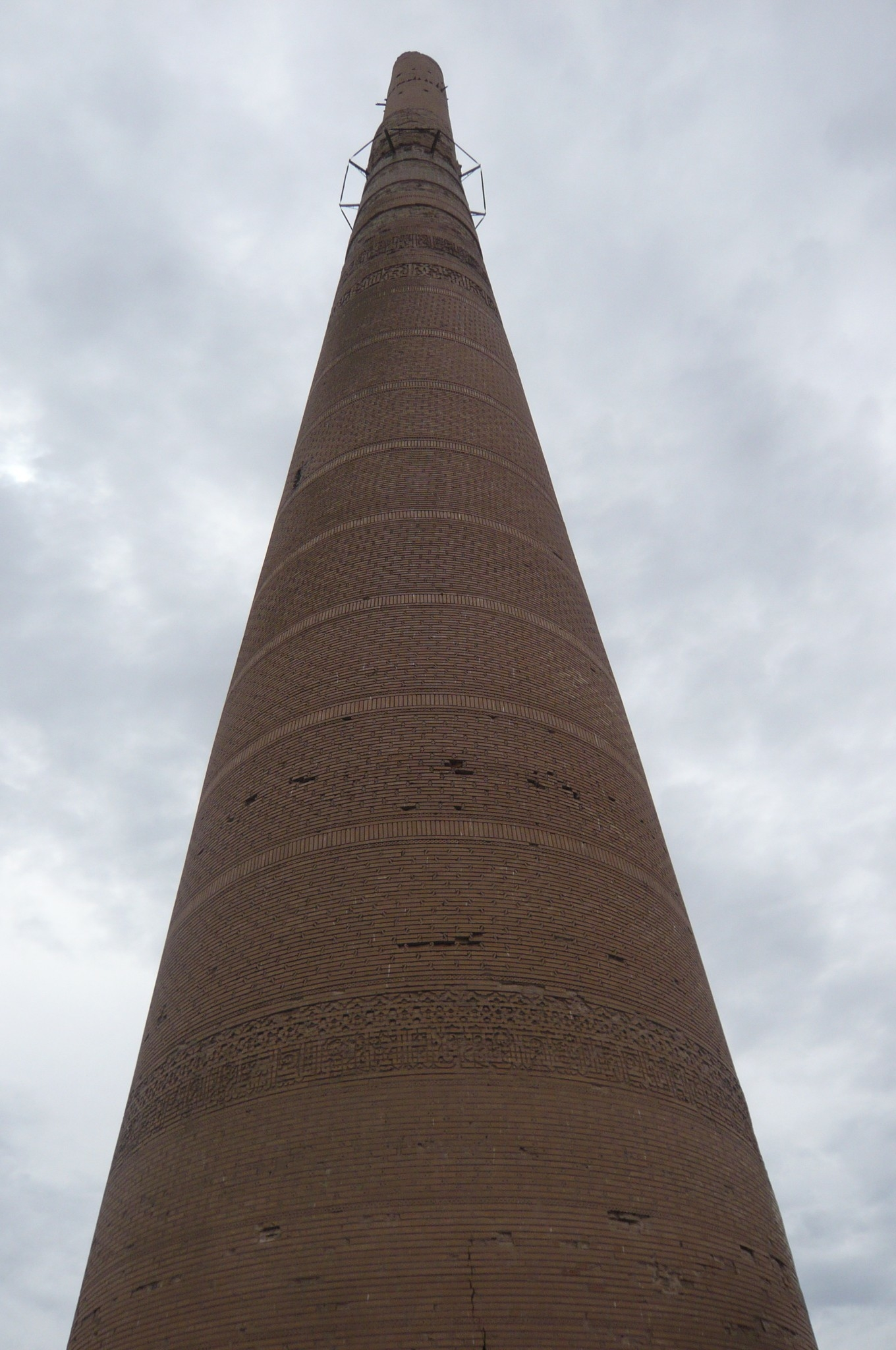
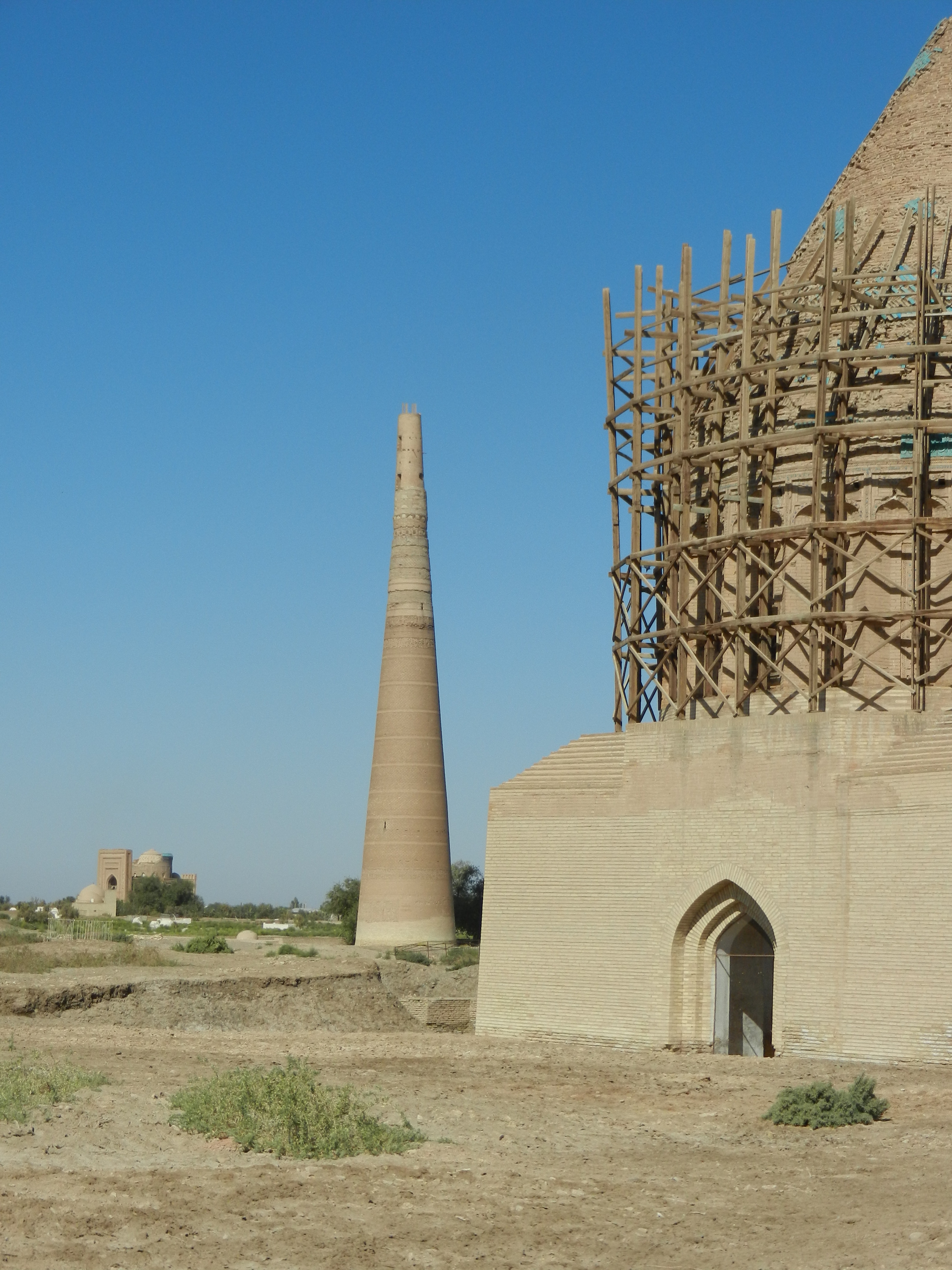
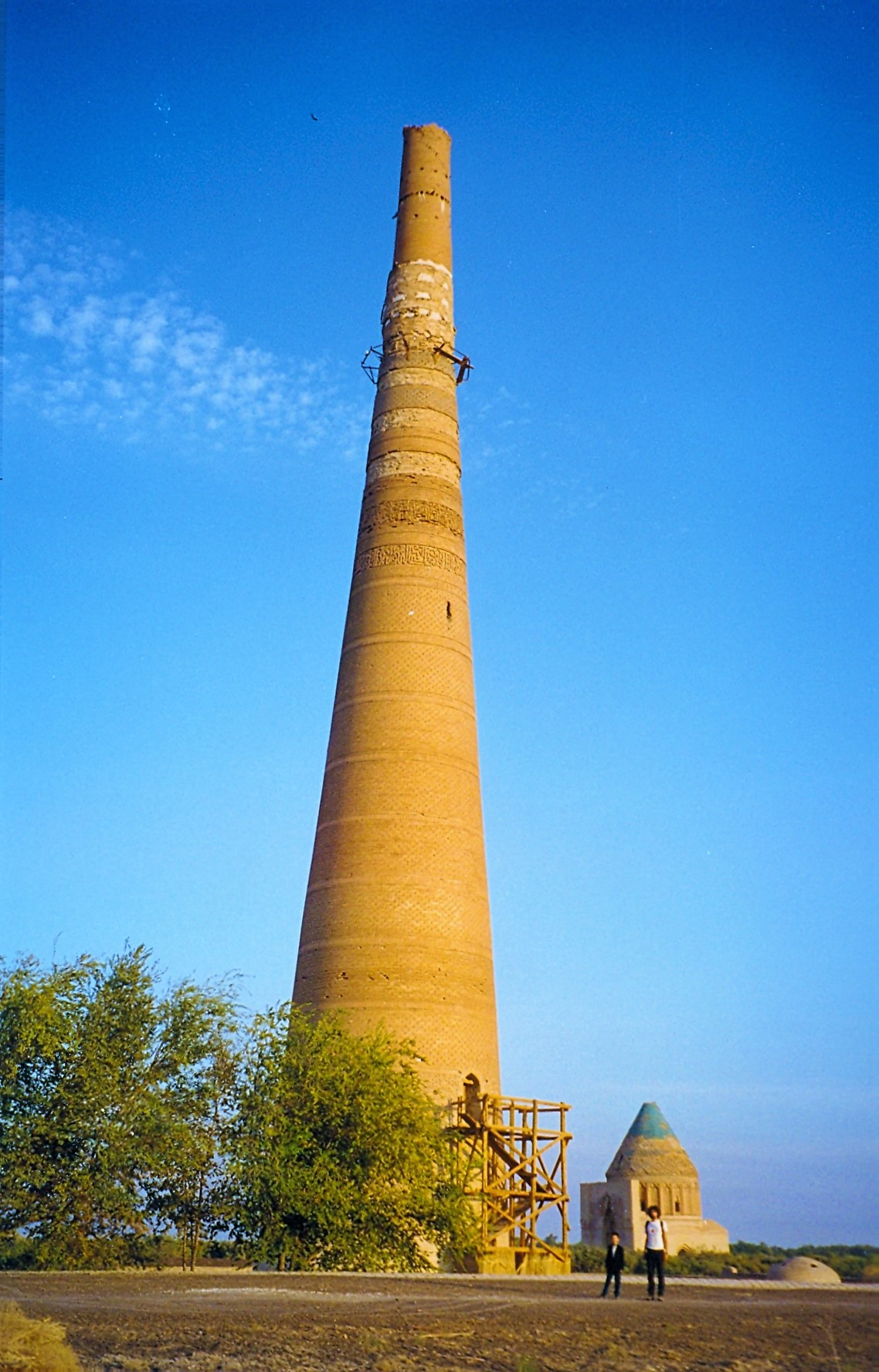